# Rocroithys niveus
Rocroithys niveus é uma espécie de gastrópode do gênero Rocroithys, pertencente a família Raphitomidae.